# Domain-specific language
Un domain-specific language (in acronimo DSL), in italiano linguaggio di dominio specifico nello sviluppo software e nell'ingegneria di dominio è un linguaggio di programmazione o un linguaggio di specifica dedicato a particolari problemi di un dominio, a una particolare tecnica di rappresentazione e/o a una particolare soluzione tecnica.

## Esempi
Esempi di DSL includono Logo per bambini, Verilog e il linguaggio di descrizione hardware VHSIC, i linguaggi R ed S per la statistica, Mata per la programmazione matriciale, Mathematica e Maxima per i simboli matematici, formule in fogli di calcolo e macro. SQL per interrogazioni in basi di dati relazionali, grammatiche YACC per la creazione di parser, espressioni regolari per Analizzatori lessicali specifici, il Generic Eclipse Modeling System per creare linguaggi per diagrammi, Csound, un linguaggio per la sintesi digitale e i linguaggi di input GraphViz e GrGen.